# Meioneta atra
Meioneta atra là một loài nhện trong họ Linyphiidae.
Loài này thuộc chi Meioneta. Meioneta atra được Alfred Frank Millidge miêu tả năm 1991.